# Aristocypha aino
Aristocypha aino – gatunek ważki z rodziny Chlorocyphidae. Występuje na chińskiej wyspie Hajnan. Opis gatunku ukazał się w 2009 roku; wcześniej jego przedstawicieli błędnie identyfikowano jako Aristocypha fenestrella.